# Epilobium stevenii
Epilobium stevenii là một loài thực vật có hoa trong họ Anh thảo chiều. Loài này được Boiss. mô tả khoa học đầu tiên năm 1856.